# ポチェフストルーム
ポチェフストルーム（Potchefstroom）は、南アフリカ共和国の都市。北西州に属する。略称はポチ (Potch)。人口124,351人（2007年時点）。ヨハネスブルグからは120キロメートル西南西に位置する。

## 歴史
ポチェフストルームの街は、1838年にグレート・トレックによってやってきたボーア人によって建設された。市名はフォールトレッカーズの指導者であったアンドリース・ポトヒーター（Potgieter）と指導者（chef）、それに流れ（stroom）を合成して作られた。
バール川以北では40キロメートル西にあるクラークスドープに次いで2番目に古い町であり、1840年まではバール川以南のボーア人の中心地であったウィンバーグと政治連合を組み「ウィンバーグ・ポチェフストルーム共和国」となっていた。連合解体後はバール川以北をまとめたトランスヴァール共和国の首都となり、1855年にプレトリアが建設され遷都されるまでは同国の首都であった。
1880年に第1次ボーア戦争が始まると、ポチェフストルームではボーア人が古い砦に立てこもって包囲攻撃を受けた。第2次ボーア戦争では英国によってここに強制収容所が建設され、ボーア人が多数収容された。1909年、市役所の開所の際に招かれたヤン・スマッツは、ポチェフストルームが翌年に建国される予定の南アフリカ連邦の首都になる可能性について述べた。これは実現しなかったが、1869年に建てられたポチェフストルーム大学（現北西大学）を中心に連邦最大の学園都市のひとつとなり、「city of expertise（知識の街）」がポチェフストルームの愛称となった。

## 現況
2001年時点でポチェフストルームの人口は128,357人であり、人種としては黒人が70.5%、白人が22.7%、カラードが6.4%、アジア人が0.4%である。ポチェフストルームは学園都市として知られ、北西大学（2004年にポチェフストルーム大学と州内の大学が合併して開学）やポチェフストルーム教育大学、ポチェフストルーム技術大学などがある。
2006年には地方自治体名がトロクェへと改称されたものの、アフリカーナーを中心に多くの住民が改称に反対している。